# مقاطعة جيفرسون (فلوريدا)
مقاطعة جيفرسون، فلوريدا (بالإنجليزية: Jefferson County, Florida)‏ هي إحدى مقاطعات ولاية فلوريدا في الولايات المتحدة. ، بلغ عدد سكانها 14761 نسمة في عام 2010 حسب إحصاء مكتب تعداد الولايات المتحدة وتصل الكثافة السكانية فيها 9.53 نسمة/كم2.

## وصلات خارجية
- www.jeffersoncountyfl.gov